# Разумный инвестор
«Разумный инвестор: Полное руководство по стоимостному инвестированию» (англ. The Intelligent Investor The Definitive Book On Value Investing) — книга Бенджамина Грэма, известного американского экономиста и профессионального инвестора, которого часто называют «отцом стоимостного инвестирования» (англ. value investing). Книга, впервые изданная в 1949 году, стала бестселлером, была многократно переиздана и переведена на многие языки, включая русский. По мнению Уоррена Баффетта, «это лучшая книга по инвестированию из когда-либо написанных»
. Это убеждение разделяют и такие последователи Грэма, как Ирвинг Кан (англ. Irving Kahn) и Уолтер Шлосс (англ. Walter Schloss). «Разумный инвестор» неизменно присутствует в разнообразных списках книг, рекомендованных начинающим инвесторам, и в перечнях лучших книг о финансах.

## «Господин Рынок»
«Господин рынок» (англ. Mr. Market) — любимая аллегория Грэма, где г-н Рынок — это услужливый человек, который каждый день стучится в дверь акционера, предлагая продать или купить его акции по разным ценам. Часто предлагаемые г-ном Рынком цены кажутся правдоподобными, но иногда они выглядят просто смешными. Инвестор может как согласиться с заявленной ценой и заключить с ним сделку, так и полностью его проигнорировать. Г-ну Рынку все равно — он в любом случае вернется на следующий же день, чтобы предложить новую цену.
Суть этой аллегории в том, что инвестор не должен обращать внимание на непостоянство г-на Рынка как на основной фактор, определяющий стоимость акций, которыми он, инвестор, владеет. Он должен, скорее, извлекать выгоду из капризов рынка, чем участвовать в них. Инвестору советуют сосредоточится на реальной работе компаний, акциями которых он владеет, и получать дивиденды, чем концентрироваться на зачастую иррациональном поведении г-на Рынка.

## Издания
Со времени первой публикации в 1949 году книга «Разумный инвестор» перерабатывалась несколько раз. Последний в 1971-75 году. Этот вариант был издан в 1973 году как «Четвертое исправленное издание», ISBN 0-06-015547-7. Оно включает предисловие, написанное Уорреном Баффеттом. Бенджамин Грэм скончался в 1976 году. Комментарии и сноски аналитика журнала Money Джейсона Цвейга были добавлены к изданию 2003 года
.
- Benjamin Graham. The Intelligent Investor (переиздание книги 1949 года). — Collins, 2005. — 269 с. — ISBN 0-06-075261-0.
- Benjamin Graham and Jason Zweig. The Intelligent Investor (пересмотренное издание 1973 года). — HarperBusiness Essentials, 2003. — 640 с. — ISBN 0-06-055566-1.

На русском
- Бенджамин Грэм, Джейсон Цвейг. Разумный инвестор = The Intelligent Investor: The Definitive Book On Value Investing, Revised Edition. — М.: «Вильямс», 2006. — С. 672. — ISBN 5-8459-0910-4.
- Бенджамин Грэм. Разумный инвестор: Полное руководство по стоимостному инвестированию = The Intelligent Investor The Definitive Book On Value Investing. — М.: Альпина Паблишер, 2014. — 568 с. — ISBN 978-5-9614-1874-3.

На украинском
- Бенджамин Грэм, Джейсон Цвейг. Розумний інвестор. Стратегія вартісного інвестування. = The Intelligent Investor: The Definitive Book On Value Investing, Revised Edition. — Киев: «Наш Формат», 2021. — С. 544. — ISBN 978-617-7682-28-7.

## Содержание
- Джейсон Цвейг. Слова благодарности

- Уоррен Баффетт. Предисловие к четвертому изданию

«В этой книге подробно и доступно описан правильный подход к инвестированию, основанный на эмоциональной дисциплине».
- Бенджамин Грэм (1894—1976)

- Джейсон Цвейг. Несколько слов о Бенджамине Грэме

- Предисловие. О чем эта книга?

Цель этой книги — помочь непрофессиональным инвесторам разобраться в тонкостях разработки и реализации инвестиционной политики.
- Комментарии к предисловию

Глава 1. Инвестиции и спекуляции: Выбор разумного инвестора
Представлены основные принципы портфельной политики непрофессиональных индивидуальных
инвесторов.
Комментарии к главе 1
Глава 2. Инвестор и инфляция
- Инфляция и прибыль корпораций

- Альтернативные способы защиты от инфляции

Комментарии к главе 2
Глава 3. Сто лет фондовому рынку: пейзаж начала 1972 г.
Комментарии к главе 3
Глава 4. Основы портфельной политики пассивного инвестора
- Ключевой вопрос: соотношение между акциями и облигациями

- Облигации в портфеле инвестора

- Прямые привилегированные акции

- Другие виды ценных бумаг

Комментарии к главе 4
Глава 5. Пассивный инвестор и акции
- Инвестиционные характеристики акций

- Правила выбора акций

- «Акции роста»

- Изменение портфеля

- Метод усредненного равномерного инвестирования

- Обстоятельства личной жизни инвестора

- Несколько слов о риске

Комментарии к главе 5
Глава 6. Портфельная политика активного инвестора: Чего не следует делать
- Облигации второго эшелона и привилегированные акции

- Иностранные государственные облигации

- Новые выпуски ценных бумаг

Комментарии к главе 6
Глава 7. Портфельная политика активного инвестора: Что делать?
- Основы работы на рынке: тайминг по формуле

- Упор на «акции роста»

- Поле деятельности активного инвестора

Комментарии к главе 7
Глава 8. Инвестор и колебания рынка
- Колебания рынка: ориентир для принятия инвестиционных решений

- Покупай дешево, продавай дорого

- Инвестирование по формуле

- Рыночные колебания стоимости портфеля

- Фундаментальная и рыночная стоимость акций

- Колебания цен облигаций

Комментарии к главе 8
Глава 9. Инвестор и инвестиционные фонды
- Доходность инвестиционных фондов

- «Результативные фонды»

- Инвестиционные фонды: Закрытые или открытые?

- Сбалансированные фонды

Комментарии к главе 9
Глава 10. Инвестор и его консультанты
- Инвестиционные консультанты и трастовые и консалтинговые отделы банков

- Финансовые агентства

- Брокерские конторы

- Инвестиционные банки

- Другие консультанты

Комментарии к главе 10
Глава 11. Анализ ценных бумаг непрофессионального инвестора: общие представления
- Анализ облигаций

- Анализ обыкновенных акций

- Факторы, влияющие на капитализацию

- Уровень капитализации «акций роста»

- Анализ отрасли

- Двухступенчатый анализ

Комментарии к главе 11
Глава 12. Что следует учитывать при анализе показателя прибыли на акцию
- Показатель средней прибыли

- Расчет прошлых темпов роста

Комментарии к главе 12
Глава 13. Анализ ценных бумаг на практике: Сравнение четырех компаний
Комментарии к главе 13
Глава 14. Выбор акций пассивным инвестором
Комментарии к главе 14
Глава 15. Выбор акций активным инвестором
- Метод Грэма-Ньюмена

- Компании второго эшелона

- Единственный критерий для выбора обыкновенных акций

- «Выгодные» акции

- Особые случаи

Комментарии к главе 15
Глава 16. Конвертируемые ценные бумаги и варранты
- Влияние конвертируемых ценных бумаг на статус обыкновенных акций

- Смена предпочтений: от обыкновенных акций к привилегированным

- Опционы на биржевые варранты

Комментарии к главе 16
Глава 17. Четыре крайне поучительных примера
Комментарии к главе 17
Глава 18. Сравнительный анализ восьми пар компаний
Комментарии к главе 18
Глава 19. Акционеры и руководство компаний: дивидендная политика
- Акционеры и дивидендная политика

- Дивиденды в форме акций и дробление акций

Комментарии к главе 19
Глава 20. Запас надежности — основа инвестиционной деятельности
- Теория диверсификации

- Главное отличие инвестиций от спекуляций

- Развитие концепции инвестирования

Комментарии к главе 20
Послесловие
Комментарии к послесловию
Приложения
Примечания